# Gudur (mandal), Kurnool
Gudur là một mandal thuộc huyện Kurnool district, bang Andhra Pradesh, Ấn Độ.